# Chilenische Badmintonmeisterschaft 2018
Die Chilenische Badmintonmeisterschaft 2018 fand vom 13. bis zum 15. Juli 2018 in Temuco statt. 

## Medaillengewinner
| Disziplin    | Gold                            | Silber                         | Bronze                            |
| ------------ | ------------------------------- | ------------------------------ | --------------------------------- |
| Herreneinzel | Alonso Medel                    | Fernando Sanhueza              | Diego Castillo                    |
| Herreneinzel | Alonso Medel                    | Fernando Sanhueza              | Cristobal Conejero                |
| Dameneinzel  | Ashley Montre                   | Camila Macaya                  | Constanza Naranjo                 |
| Dameneinzel  | Ashley Montre                   | Camila Macaya                  | Andrea Montero                    |
| Herrendoppel | Esteban Mujica Andrés Trigo     | Patricio Álvarez Sacha Debouzy | Thibaut Jacquemin Ricardo Munoz   |
| Herrendoppel | Esteban Mujica Andrés Trigo     | Patricio Álvarez Sacha Debouzy | Cristobal Conejero Daniel Cortez  |
| Damendoppel  | Ashley Montre Constanza Naranjo | Jenny Cepeda Chou Ting Ting    | Andrea Montero Loreto Pontigo     |
| Damendoppel  | Ashley Montre Constanza Naranjo | Jenny Cepeda Chou Ting Ting    | Javiera Islas Valentina Vasquez   |
| Mixed        | Alonso Medel Camila Macaya      | Esteban Mujica Chou Ting Ting  | Ricky Vergara Catalina Villanueva |
| Mixed        | Alonso Medel Camila Macaya      | Esteban Mujica Chou Ting Ting  | Diego Castillo Belen Troncoso     |